# Teatro Palapartenope
Il Teatro Palapartenope anche conosciuto come Teatro Tenda Partenope o semplicemente Palapartenope, è una struttura polifunzionale della città di Napoli.

Costruito nel 1975, sorge, dalla fondazione, nel quartiere di Fuorigrotta, in prossimità di importanti impianti cittadini quali, Edenlandia, Mostra d'Oltremare e Stadio Diego Armando Maradona. È considerato uno dei più importanti punti di riferimento della musica, della cultura e dello spettacolo dell'Italia meridionale. Nei decenni di attività, il teatro ha ospitato i concerti dei maggiori nomi della musica leggera italiana ed estera.

## Storia
Nato come Teatro Tenda ad opera di Gennaro Manna, ebbe come sede originaria quella di Viale Augusto, per essere poi spostato nel 1980 in via Barbagallo, su di un'area appartenente alla Mostra d'Oltremare.

Negli anni è passato da una capienza iniziale di 1 250 posti, aumentati a 2 200, fino a 6 500 posti in piedi oppure 3 300 a sedere.

Attiguo al teatro, trova posto anche La Casa della Musica Federico I, una moderna struttura di 1 200 posti, destinata ad un pubblico di giovani.

Eventi sportivi di boxe, biliardo, full contact, karate, pattini a rotelle, body building, congressi politici, sfilate di moda, mostre e concorsi.

## Concerti
Tra gli artisti italiani si ricordano i concerti di Annalisa, Pino Daniele, Fedez, Antonello Venditti, Anna Oxa, Massimo Ranieri,Marracash,Frah Quintale, Luchè, Pooh, Emma Marrone, Lucio Dalla, Fabio Concato, Elodie, Madame, Nino D'Angelo.

Tra i personaggi del mondo della musica internazionale si ricordano le performance di Paul Mc Cartney, James Taylor, Jackson Browne, Pat Metheny, Billy Cobham, Paco De Lucia, B. B. King, Jamiroquai, Everything But The Girl, Jimmy Cliff, Elton John, Liza Minnelli, Joe Cocker.